# Thundorf in Unterfranken
Thundorf in Unterfranken är en kommun och ort i Landkreis Bad Kissingen i Regierungsbezirk Unterfranken i förbundslandet Bayern i Tyskland.
Kommunen ingår i kommunalförbundet Maßbach tillsammans med köpingen Maßbach och kommunen Rannungen.